# Kaserne der Paulinenhütte

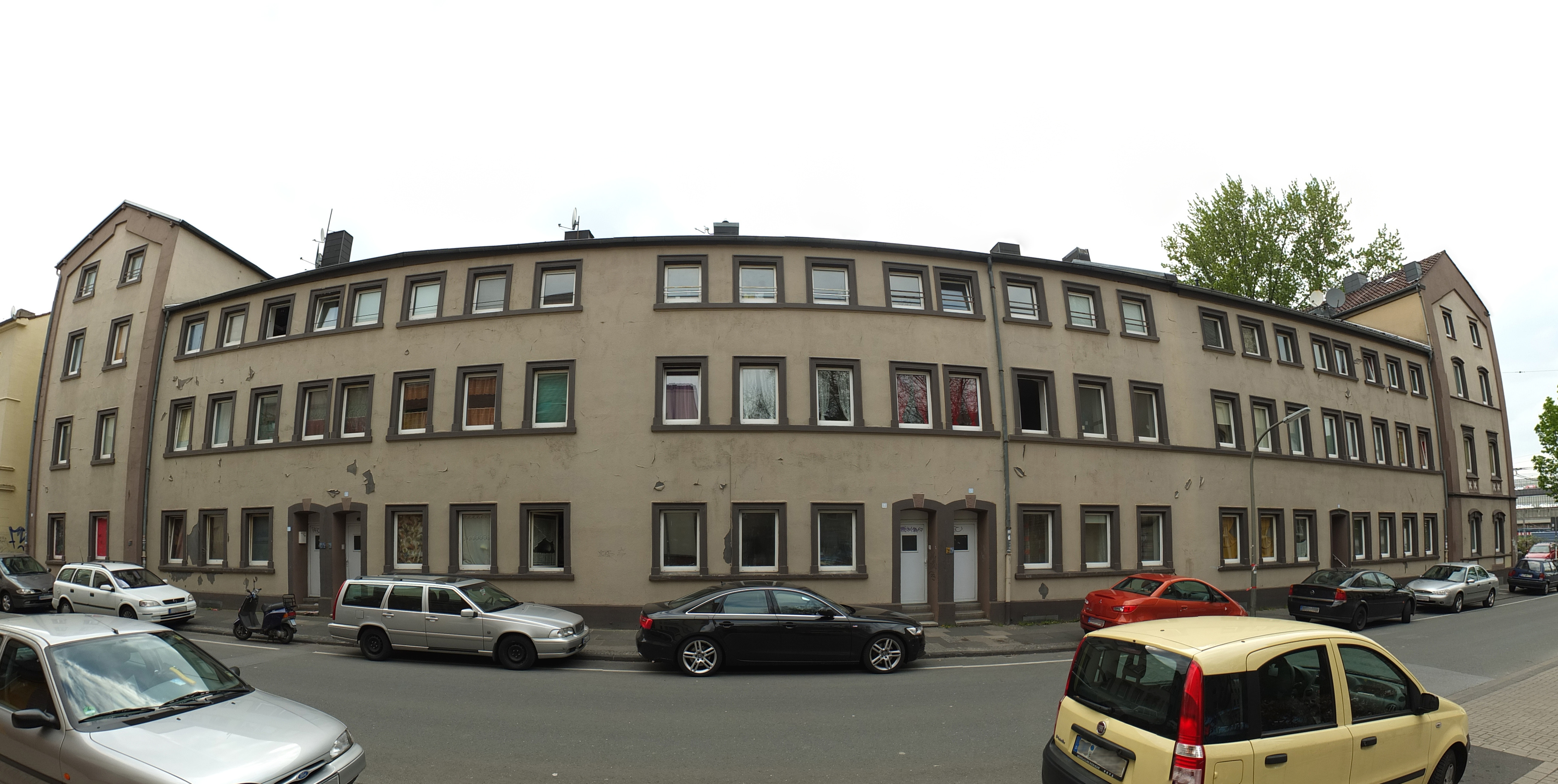
Kaserne der Paulinenhütte

Die Kaserne der Paulinenhütte ist ein Wohngebäude in Dortmund, im Stadtbezirk Innenstadt-West, Paulinenstraße 1–13. Sie ist ein klassisches Beispiel für den Arbeiterwohnungsbau Mitte des 19. Jahrhunderts. Die Paulinenhütte, ein ehemaliges Eisenwerk mit Puddelofen, stellte 1857 den Bauantrag zur Errichtung des Gebäudes.
Vorgesehen waren 16 Familienwohnungen und zusätzlich 100 Schlafplätze für Ledige. Gegenüber reinen Ledigenwohnheimen, wie sie üblicherweise im Ruhrgebiet für die Industriearbeiter errichtet wurden, hatte dieses gemischte Wohnkonzept einige Vorteile. Die Werksleitung ging davon aus, dass die Hausfrauen und Töchter der verheirateten Bergleute auch die Hausarbeit der Ledigen erledigen würden, da diese aufgrund der langen Arbeitszeiten nicht genügend Zeit hatten, einen Haushalt selbständig zu führen. Mit dem Nebenverdienst konnte gleichzeitig der Unterhalt der Familien aufgebessert werden.
Das Gebäude mit dem dreigeschossigen Mittelteil und zwei viergeschossigen, turmartigen Eckbauten hat insgesamt 28 Fensterachsen unter einem flachgeneigten Satteldach. Die Anlage besteht aus mehreren direkt aneinandergebauten Doppelhäusern, die jeweils ein eigenes Treppenhaus mit vorderem und hinterem Eingang haben. Im zweiten Obergeschoss des Mittelteils waren die Schlafsäle untergebracht, dieser Teil fällt durch die niedrigere Fensterhöhe und die fehlenden Gesimse und Fensterumrahmungen auf. 
Die Kaserne der Paulinenhütte ist als Baudenkmal in die Denkmalliste der Stadt Dortmund eingetragen und Teil der Route der Industriekultur. 
Die Wohnanlage gehörte bis 1988 der Veba Wohnen (später Viterra, dann Deutsche Annington, heute Vonovia). Dann wurden die sanierungsbedürftigen Wohnungen von der Baugemeinschaft Horst Bötefür in Dortmund erworben und modernisiert. Sie werden als Wohnraum genutzt und sind allgemein anmietbar.